# Соха (одиниця вимірювання)
Соха — одиниця оподаткування Московії з XIII по XVII століття у Великому князівству Московському та Московському царстві. Дуже старе позначення одиниці окладу. Татари брали данину із сохи як землеробського знаряддя при двох-трьох конях. Наприкінці XV століття новгородська соха дорівнювала 3 обжам. Московська — 10 новгородським і була податним округом різних розмірів в різних районах держави.
В 1550 році була встановлена нова податна одиниця, яка зберегла стару назву «соха». Сохою стали називати певну кількість розораної землі. Соха ділилася на чверті.
Виділялося декілька видів сохи:
1. Служива (Службова) — 800 чвертей найкращої землі;
2. Церковна — 600 чвертей найкращої землі;
3. Чорна — 400 чвертей найкращої землі.

Гіршої землі соха містила більше. За цією розбіжністю сох видно, що тяжкість обкладання падала на «чорні сохи», тобто селянські, які за однакової якості землі були обкладені вдвічі більше служивих і в півтори рази — церковних. Чверть або четь — це простір землі, засіяної чвертю жита. Сіяли тоді так, що простір землі, засіяний двома чвертями зерна, дорівнював десятині.
Щоб дізнатися, скільки сох у всій державі, був влаштований перепис і вимірювання податних земель. Тоді ж від податку звільнили ті чверті, які служива людина розорювала для себе. Потім, до початку XVII століття, селянин, який жив і працював на землі служивої людини, як і селянин, який жив на своїй землі або державній, платили однаково з кожної чверті розораної землі, або землі «що живе», як називали її в ті часи. Але на початку XVII століття під «живою чвертю» стали розуміти не справжню чверть розораної службової землі, а по кілька цілих селянських дворів, з яких кожен розорював не одну чверть.
Це було зроблено в інтересах службових людей: на їх землях встановлювалася «жива чверть» в 10-16 дворів. Тобто, якщо кожен двір такої «живої чверті» розорював по 4 чверті (дві десятини), то в такій «живій чверті» буде від 40 до 64 дійсних чвертей розораної землі. Отже, з 40 або 64 чвертей службової землі брали стільки ж, скільки селянин, який жив на своїй або державній землі, платив з однієї.
В 1678-1679 роках соха була замінена дворовим числом.
Подать з посадських стягувалася теж по «сохам». Соху становило певна кількість дворів. Розрізнялися сохи «кращих», «середніх», «менших» і «охудалих» посадських людей. Соха кращих людей складалася з 40 дворів, соха середніх — з 80, менших — з 160, «охудалих» — 320 дворів. З кожної сохи стягувався однаковий податкових оклад. Отже, одну і ту ж суму податі «найкращі» посадські платили з двоє меншої кількості дворів, ніж «середні». Можливий недобір з менших і «охудалих» сох стягувався з осіб, що належать до сох «середніх» і «кращих».